# Parasol chauffant
Pour les articles homonymes, voir Parasol (homonymie).

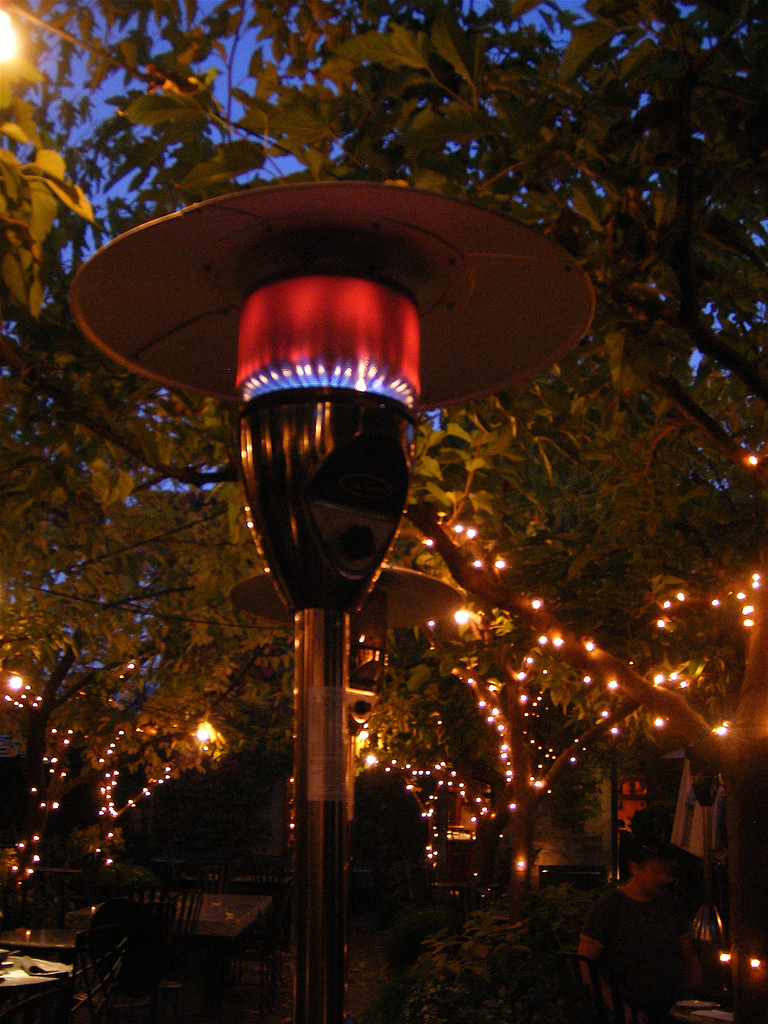
Détail d'un parasol chauffant en fonction.

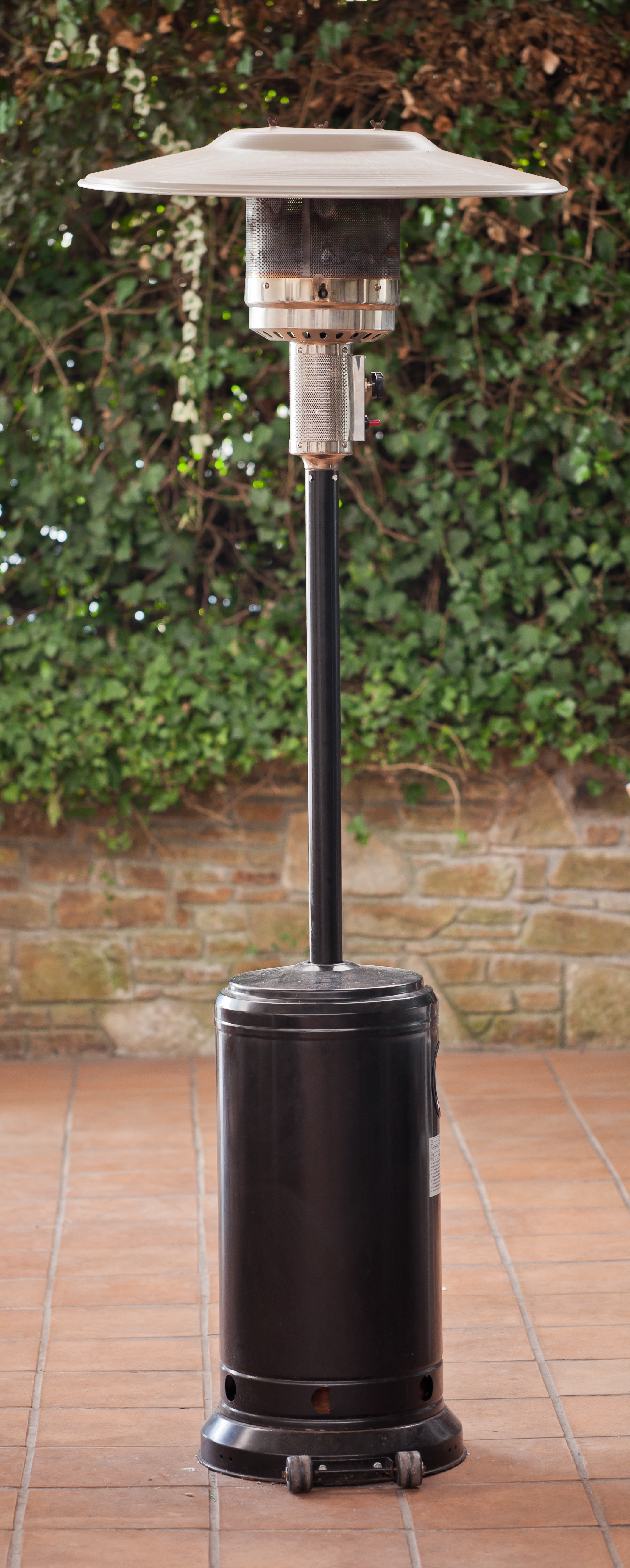
Vue complète éteint, la réserve de gaz sous forme de bombonne de gaz se trouve dans la partie basse.

Un parasol chauffant est un appareil de chauffage radiant extérieur se présentant généralement sous la forme d'un brasero monté sur un long pied vertical et surmonté d'un petit chapiteau cylindrique, d'où son nom le comparant à un parasol. Il fonctionne généralement au gaz, mais des équivalents fonctionnant au pétrole ou à l’électricité (radiant) existent.

## Histoire
Depuis la fin du XXe siècle, pour notamment satisfaire des clients fumeurs et augmenter la surface du commerce, le parasol chauffant est de plus en plus utilisé dans la restauration et dans les bars pour chauffer les terrasses en hiver et par temps froid ou frais.
En France, début 2020, sur environ 13 500 terrasses parisiennes, 8 100 (60 %) utilisent un chauffage extérieur électrique ou au gaz fonctionnant en moyenne 120 jours par an, 14 heures par jour ; elles correspondraient à 30 % du chiffre d’affaires durant les cinq mois (mi-novembre à mi-mars) les plus froids de l'année, selon le président de la branche « Cafés, bars, brasseries » du syndicat GNI-Synhorcat.

## Impacts environnementaux
L'augmentation du nombre de terrasses chauffant l'air extérieur a des effets sur l'environnement et est une source de gaspillage énergétique,.
En 2008, alors que le nombre de terrasses chauffées augmentait fortement, au moins en partie en réponse à l’interdiction (décret Bertrand) de fumer dans les cafés, restaurants et lieux publics, trois députés écologistes ont déposé une proposition de loi pour interdire ces braseros, proposition mal accueillie par les organisations représentant les cafetiers et restaurateurs, qui n'a pas eu de suites en dépit du contexte des conférences internationales sur le changement climatique. En France, à Paris, un débat a lieu au conseil municipal, et un vœu adopté en 2008 prévoit de recenser les terrasses chauffées de la ville et on vote un projet de bilan des émissions de gaz à effet de serre associé à une recherche de solutions moins polluantes, mais « Il est hors de question d'interdire les terrasses chauffées » commente alors  Lyne Cohen-Solal, adjointe au maire chargée du commerce. Au niveau européen, un rapport du parlement européen sur les moyens d'améliorer l'efficacité énergétique recommande (avis non contraignant) l'interdiction des systèmes de chauffage de terrasses[réf. nécessaire].
En 2009, en France, alors que le sommet de Copenhague peine à trouver des solutions ambitieuses, le Syndicat national des hôteliers, restaurateurs, cafetiers et traiteurs (Synhorcat) estimait qu'environ 50 % des établissements s'étaient aménagé un espace chauffé à l'extérieur  « un accessoire de mode qui valorise l'intérieur » selon la porte-parole du Synhorcat qui ajoutait que jusqu'à 20 % du chiffre d'affaires de certains établissements, (« dans les grandes villes et les régions touristiques » surtout. Cette même année, Jean-Marc Jancovici (ingénieur énergéticien et fondateur du cabinet de conseil Carbone 4), relayé par Le Figaro a montré que le bilan carbone d'une terrasse équipée de quatre braseros au gaz, fonctionnant à leur maximum durant huit heures, émet autant de CO2 que parcourir 350 km en voiture. Dans le même temps, ces terrasses, lorsqu'elles sont ouvertes toute la nuit ou tard le soir sont parfois considérées comme une nuisance par le voisinage qui se signale notamment par des pétitions protestant contre les  « Conversations interminables, rires tonitruants, tintements de verres et odeur de cigarettes. L'été venu, dans les quartiers les plus animés de Paris, comme dans les grandes villes de province, des riverains se mobilisent pour protester contre les nuisances sonores qui troublent leur sommeil » note indique Thierry Ottaviani (président de SOS Bruit).
En 2019, Jacques Boutault (élu maire du 2e arrondissement en 2001, EELV) estime que « Chauffer 12 mètres carrés pendant une journée de service a le même impact pour la planète qu'un Paris-Rennes en SUV ». Il dépose un vœu pour les interdire à Paris, arguant de la situation d'urgence climatique, et du fait que la ville de Paris se veut championne du monde du climat, rappelant qu'on se moque du Qatar qui veut climatiser ses rues et ses stades, alors qu'en France on continue à chauffer dehors. Sur France-Info, Thierry Salomon, ingénieur et président de l'association NégaWatt note que dix heures de chauffe d'une grande terrasse avec une quinzaine de systèmes « correspond à la consommation électrique annuelle de dix à quinze ménages pour les appareils électriques domestiques, hors chauffage ».
En 2020, alors que le nombre de terrasses chauffées a encore augmenté, Thierry Salomon (énergéticien) a calculé qu'en considérant qu'une terrasse parisienne moyenne couvre 5 × 15 m et que chaque brasero chauffe 5 m2 ; rien qu'à Paris 40 000 braseros (de 8 kWh chacun en moyenne) fonctionnant 14 heures par jour et 120 jours par an consomment autant d'énergie (403 millions de kilowatts-heures) que 110 000 vols Paris-New York ou 241 tours du monde en voiture, ou encore 110 000 ans de chauffage pour un trois pièces, et émettent l'équivalent d'environ 110 000 tonnes de CO2 dans l'atmosphère.

## Réglementation ou projets d'interdiction
En France, à Rennes et Paris selon les élus qui souhaitent une interdiction, les commerçants semblent prêts à ne pas chauffer leur terrasse, à condition que les règles soient identiques pour tous, selon Jacques Boutault.
- En février 2012, le maire, Jean Denais, et le conseil municipal de Thonon-les-Bains votent une interdiction des systèmes de chauffage extérieurs de quelques établissements de la commune[5]. La ville de Rennes décide en juin 2019 de les interdites à partir du 1er janvier 2020.
- Après que le maire du 2e arrondissement de Paris Jacques Boutault a déposé un voeu pour faire de même à partir de 2020, la mairie de Paris rejette le voeu, mais annonce une concertation après les élections municipales de 2020.
- En janvier 2020, Angers étudie aussi la possibiloité d'interdire le chauffage extérieur[7].
- Les parasols chauffants doivent être interdits au printemps 2021 à la suite de la convention citoyenne pour le climat[8],[9].

## Evolution du parasol chauffant
On le rencontre sous le même nom ou sous le nom "chauffe-terrasse" ou "tour chauffante". Il s'agit d'un poêle radiant, généralement en acier peint et équipé d'un réflecteur en aluminium. Sa structure diffuse la chaleur produite par le gaz tiré du  GPL dans un tube de verre sous la forme d'une flamme verticale. Il est équipé d'un système de sécurité, prêt à s'éteindre en cas de renversement et d'un capteur de réglage de la flamme. Il peut être également alimenté par des pellets. On le rencontre également de manière privilégiée en terrasse des bars et restaurants. Il peut être équipé d'un dispositif empêchant toute fumée de s'en échapper au sommet.